# Довжина когерентності надпровідника
Довжина когерентності надпровідника - характерна довжина, на якій хвильова функція (параметр порядку) надпровідника суттєво змінюється. Зазвичай довжина когерентності позначається {\displaystyle \xi }. Разом із лондонівською глибиною проникнення вона складає пару основних характеристик надпровідника при макроскопічному феноменоголічному описі. 
В рамках теорії Гінзбурга-Ландау довжина когерентності визначається як 
{\displaystyle \xi ={\frac {\hbar }{2{\sqrt {m|a|}}}}},
де {\displaystyle \hbar } - зведена стала Планка, {\displaystyle m} - маса електрона, {\displaystyle a} - параметр, який входить у рівняння Гінзбурга-Ландау. В області поблизу критичної температури температурна залежність параметра {\displaystyle a} задається рівнянням 
{\displaystyle a=\alpha (T_{c}-T)},
де {\displaystyle T} - температура, {\displaystyle T_{c}} - критична температура, {\displaystyle \alpha } - певний коефіцієнт пропорційності. 
Теорія Гінзбурга-Ландау застосовна тоді, коли довжина когерентності {\displaystyle \xi } набагато більша від характерних розмірів куперівської пари {\displaystyle \xi _{0}}. Така вимога виконується поблизу фазового переходу до нормального стану. 